# Peter North
Pour les articles homonymes, voir North.
 (juin 2012).
Si vous disposez d'ouvrages ou d'articles de référence ou si vous connaissez des sites web de qualité traitant du thème abordé ici, merci de compléter l'article en donnant les références utiles à sa vérifiabilité et en les liant à la section « Notes et références ».
Peter North (de son vrai nom Alden Brown), né le 11 mai 1957 à Halifax (Nouvelle-Écosse), est un acteur, réalisateur et producteur canadien de films pornographiques.

## Biographie
Il a commencé sa carrière dans des films gays sous le nom de Matt Ramsey. Il ne revendique pas ses débuts homosexuels, dans lesquels il a même tenu des rôles "passifs" comme dans les films The Bigger, The Better et Cousins. Si on lui connaît plusieurs rôles en tant que "passif", il n'a jamais été filmé en train de pratiquer une fellation à un partenaire masculin. Un exemple de « Gay for Pay », à l'instar de Ken Ryker, Jeff Stryker ou Ryan Idol.
Son nom de scène serait un hommage à Robert Conrad et au personnage de James West.
Très vite, il rejoint des productions hétérosexuelles où son corps d'athlète, son sexe de taille imposante et ses éjaculations à la fois puissantes et abondantes, font de lui une star ; ses jets de sperme spectaculaires lui valent d'ailleurs le surnom « The Bucket » (le seau). Il s'occupe ultérieurement essentiellement des films produits sous la collection North Pole ainsi que d'une autre série, Anals Addict.
Actif dans le milieu depuis les années 1980, Peter North tourne avec pratiquement toutes les actrices de l'industrie pornographique telle Jewel De'Nyle avec qui il pose sous l'objectif de la photographe Suze Randall. Son actrice favorite reste Gwen Lather. Il a créé[Quand ?] une société de productions Northstar Associates où le réalisateur Craven Moorehead sort ses films.
Il partage la vie de Rosalie Zyberstein, née en 1978 à Las Vegas.

## Récompenses
- 1990 : FOXE Male Fan Favorite[3]
- 1991 : F.O.X.E Male Fan Favorite[3]
- 1992 : F.O.X.E Male Fan Favorite[3]
- 1998 : AVN Award Best Group Scene - Video for Gluteus to the Maximus
- XRCO Hall of Fame
- AVN Hall of Fame